# Gondreville (Oise)
Gondreville é uma comuna francesa na região administrativa de Altos da França, no departamento de Oise. Estende-se por uma área de 7,09 km². Em 2010 a comuna tinha 208 habitantes (densidade: 29,3 hab./km²).